# Bulbophyllum mananjarense
Bulbophyllum mananjarense är en orkidéart som beskrevs av Henri Louis Poisson. Bulbophyllum mananjarense ingår i släktet Bulbophyllum och familjen orkidéer.
Artens utbredningsområde är Madagaskar. Inga underarter finns listade i Catalogue of Life.